# III. Ulászló lengyel fejedelem

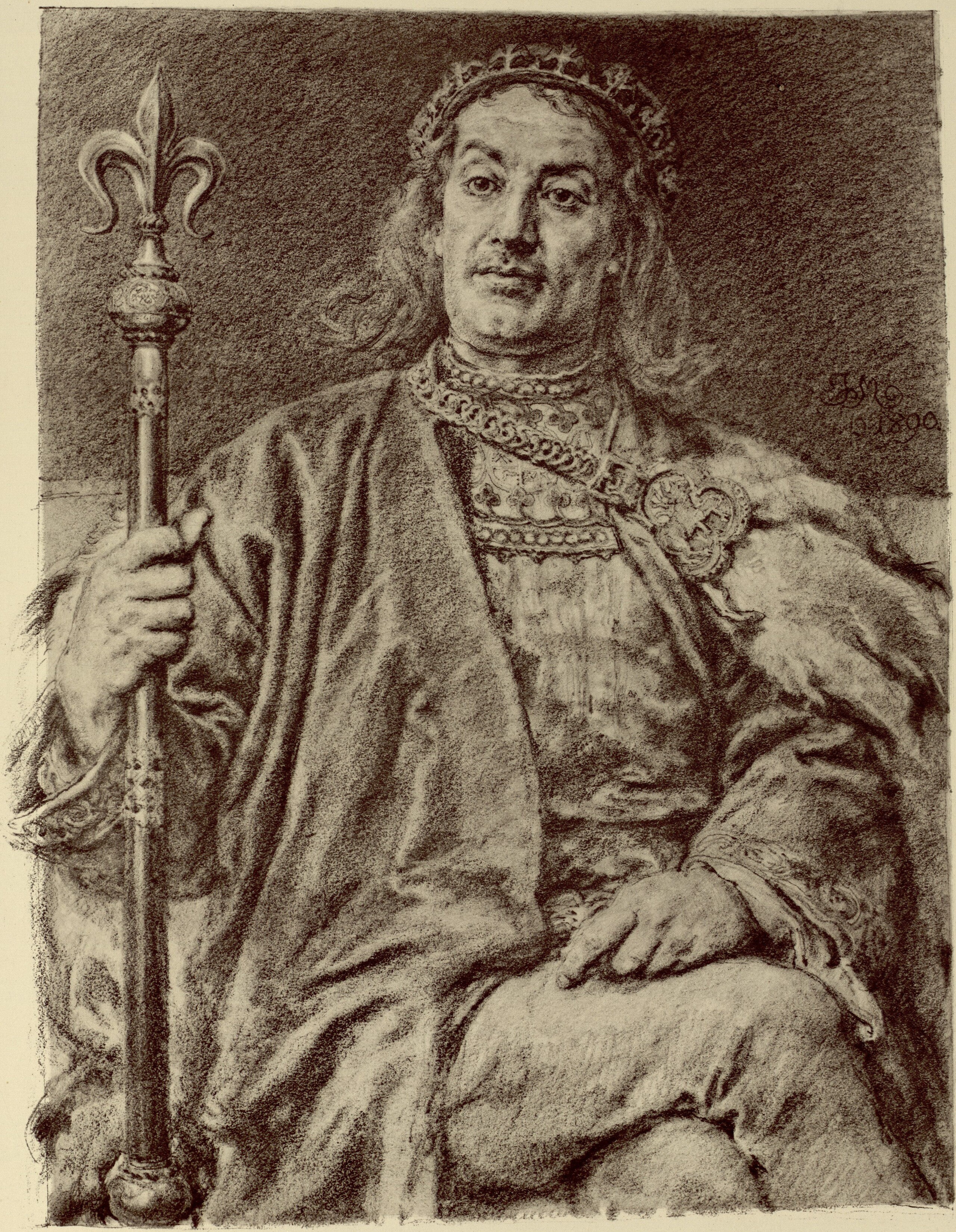
Hosszúlábú Ulászló – Jan Matejko ceruzarajza

III. Ulászló, más néven Hosszúlábú Ulászló (lengyelül: Władysław III Laskonogi), (1161 – 1231. november 3.) nagy-lengyelországi herceg 1194–1202 között dél-Nagy-Lengyelországban, 1202–1220 között Nagy-Lengyelországban, 1202–1206 között és 1228–1229 között krakkói herceg, 1206-ban átadta a hercegséget a sziléziai ágból való I. Szakállas Henriknek, 1207–1210 és 1208–1225 között Lubuszban, 1216–1217 között csak Gnieznóban, bár más, valószínűbb változat szerint akkor Nagy-Lengyelországnak csak a délnyugati részét adta át bátyjának.

## Családfája
III. Hosszúlábú Ulászló III. Öreg Mieszko harmadik, legfiatalabb fia volt második feleségétől, Kijevi Eudoksijától, aki valószínűleg II. Izjaszlav kijevi fejedelem lánya volt. Már halála után kb. 150 évvel a "Nagy-Lengyelország Krónikájában" megjelent a "hosszúlábú" jelző, ami élő hagyományra utal.
| 4. Ferdeszájú Boleszláv †1138. október 28. |  |                                           |  |  |                                          |
|                                            |  | 2. Öreg Mieszko †1202. március 13. v. 14. |  |  |                                          |
| 5. Salome von Berg †1144. július 27.       |  |                                           |  |  |                                          |
|                                            |  |                                           |  |  | 1. Hosszúlábú Ulászló †1231. november 3. |
| 6. II. Kijevi Izaszláv †1154. október 13.  |  |                                           |  |  |                                          |
|                                            |  | 3. Kijevi Eudokszija                      |  |  |                                          |
| 7. ismeretlen                              |  |                                           |  |  |                                          |
|                                            |  |                                           |  |  |                                          |

## Élete

### Együttműködés édesapjával,III. Öreg Mieszkóval
A forrásokban a herceg először 1168-ban jelenik meg a Jędrzejówi gyűlés alkalmával, ahol, mint tizenéves gyermek szemtanúja volt a helyi ciszterci kolostornak szánt oklevél kiadásakor.
1177-ben vagy 1179-ben apjával és idősebb testvérével a sandomierzi herceg, Igazságos Kázmér és Poznani Odon, III. Mieszko legidősebb fia lázadása miatt az ország elhagyására kényszerült. Csak 1181-ben tért vissza családjával Nagy-Lengyelországba, de bár addigra már elérte a nagykorúságot, nem jutott hozzá országrészéhez.
Öt évvel később Ulászló feleségül vette Luciát, a rugiai herceg lányát. Ez a házasság, melynek célja az volt, hogy III. Mieszko befolyását erősítse a nyugati Pomerániában, gyermektelen maradt.
1194-ben meghalt a herceg mostohatestvére, Odon. Ez az esemény lehetővé tette, hogy Ulászló megkapja országrészét Nagy-Lengyelország délnyugati részén (az Obra folyó mentén). Formálisan azonban Ulászló kiskorú unokaöccse, Odon fia Ulászló helyett uralkodott, mint gyámja.
Boleszláv következő testvérének egy évvel később bekövetkezett halála Hosszúlábú Ulászlót hosszúéletű apja egyetlen utódjává tette. A herceg ekkor a krakkói trón felé fordította figyelmét.

### Hosszúlábú Ulászló nagy-lengyelországi és krakkói herceg
1202. március 13-án meghalt III. Öreg Mieszko, Nagy-Lengyelország hercege. Ez lehetővé tette, hogy a már mindenre felkészült Ulászló nehézség nélkül elfoglalja a trónt Nagy-Lengyelországban és Kis-Lengyelországban is. Krakkóban a krakkói vajda, Miklós támogatta Kázmér legidősebb fiával Fehér Leszekkel szemben.
A krakkói trónon Hosszúlábú Ulászló négy évig, 1206-ig tudott maradni, amikor meghalt a nagy-lengyelországi uralkodók legnagyobb támogatója, Miklós vajda, ekkor Fehér Leszek visszatért a fővárosba. A lázadás oka a főurakkal szembeni hercegi jogokkal való visszaélés és az volt, hogy a herceg figyelmét lekötötte Pomeránia.

### Terv Lengyelország felségterületének kiterjesztésére Pomerániában
III. Ulászló két esemény miatt kezdett érdeklődni Pomerániával. Az első a nagy-lengyelországi herceg és II. Valdemár dán király közötti ünnepélyes találkozó volt, mely során kísérletet tettek megoldani a vitatott kérdéseket és meghúzni a befolyási övezetek határát. A másik esemény a meglepetésszerű egyezmény I. Szakállas Henrik wrocławi herceggel, melynek értelmében elcserélték Kaliszt és Lubuszt. Ennek következtében könnyebb volt aktív politikát folytatni a Balti-tenger környékén.

### Henrik Kietlicz érsek és Odon fia Ulászló lázadása
Kalisz átadása idegen kézre Odon fia Ulászló nemtetszését vonta maga után (Ulászló Kaliszban született), aki úgy gondolta, hogy ez a város a szülőföldjéhez tartozik. A fiatal Ulászlónak (ekkor kb. 16 éves volt) sikerült megszereznie a nagy-lengyelországi főurak egy részének és legfőképpen Henryk Kietlicz gnieznoi érsek támogatását, akik ebből az alkalomból rá akarták kényszeríteni Hosszúlábú Ulászlót reformokra, az egyház számára előjogokra és az uralkodói hatalom korlátozására.
A kibontakozó lázadás azonban nem volt jól előkészítve, és mindkét főkolompos: Odon fia Ulászlónak és Henryk Kietlicznek is Szakállas Henrik udvarába menekülnie kellett. A felkelőkön az sem segített, hogy az érsek kiátkozta Hosszúlábú Ulászlót, mivel az ő oldalán állt II. Arnold poznańi püspök. Meglepetést keltett, ahogy ezekre az eseményekre reagált I. Szakállas Henrik sziléziai fejedelem, aki nemcsak befogadta a száműzötteket, hanem kölcsönadta Odon fia Ulászlónak az éppen megszerzett kiliszi hercegséget, amit Ulászló vissza akart csatolni apai örökségéhez. Ugyanebben az időben a metropolita elutazott Rómába, ahol személyesen járt közben III. Ince pápánál. Az Apostoli Széknél tett tiltakozás hatásosan akadályozta meg az egyházi átok visszavonását, melyet Hosszúlábú Ulászlóra mondtak ki. A pápa a többi hercegnek is azt ajánlotta, hogy támogassák az érseket, hogy visszatérhessen Gnieznóba.

#### Agłogówigyűlés
A két fél közötti tárgyalásokat Szakállas Henrik kezdte el, aki 1208 karácsonyára mindkét nagy-lengyelországi herceget, az érseket és a wrocławi és lubuszi püspököt gyűlésre hívta Głogówba. Itt azonban csak Hosszúlábú Ulászló és az egyházi hierarchia vitáját sikerült megoldani – Henryk Kietlicz a kiközösítés visszavonása fejében visszatérhetett Nagy-Lengyelországba, valamint az elszenvedett károkat a herceg jutalommal ellensúlyozta. A konfliktus apósával és unokaöccsével továbbra is fennmaradt.

### Kísérlet Ferdeszájú Boleszláv végrendeletének felélesztésére
1210-ben Ulászló támogatta IV. Görbelábú Mieszko raciborzi herceget Ferdeszájú Boleszláv végrendeletének felújításában. Ebben a pillanatban kétségkívül Ulászló volt Mieszko után a legidősebb Piast, emiatt joggal számíthatott arra, hogy a raciborzi herceg rövidesen várható halála után megkapja a szenior herceg címét az áhított Krakkóval egyetemben. Egyes történészek szerint azonban Szakállas Henrik idősebb volt. Annál is inkább valószínűbb volt ez, mivel III. Ince pápa által 1210. június 9-én kiadott bulla, mely figyelmeztetett Ferdeszájú Boleszláv végrendeletére, hivatkozik egy meg nem nevezett sziléziai hercegre, és csak I. Szakállas Henriknek volt ilyen címe. Akárhogy is volt, a pápai bulla nagy felfordulást okozott Lengyelországban.
1210 júliusában Fehér Leszek krakkói, Szakállas Henrik sziléziai, I. Konrád mazóviai és Odon fia Ulászló kaliszi herceg az egyházi hierarchiával együtt Borzykowában találkozót rendezett, hogy tisztázzák a vitatott kérdéseket. Görbelábú Mieszko ahelyett, hogy Borzykowába ment volna, megtamádta Krakkót, ahol a zavargások ellenére könnyen elfoglalta a Wawelt. Kietlicz érsek azonban nem nyugodott bele a kialakult helyzetbe, és a fiatal hercegek szóbeli támogatásának birtokában akcióba kezdett Rómában a bulla visszavonása tárgyában. Ezek az intézkedések eredményre vezettek, ls amikor 1211 májusában meghalt Görbelábú Mieszko, Fehér Leszek visszatérhetett a krakkói tróbra.

### Az érsek befolyásának erősödése. Odon fia Ulászló dél-nagy-lengyelországi herceg
1215-ben Hosszúlábú Ulászló helyzete tovább gyengült az érsek hatalmának növekedése miatt. Henryk Kietlicz a negyedik lateráni zsinat határozatai és a hercegek soron következő wolbórzi találkozója támogatásával, ahol Fehér Leszek, Mazóviai Konrád, Odon fia Ulászló és Opolei Kázmér nagy privilégiumról szóló okiratot adott ki az egyház számára, kérelemmel fordult a nagy-lengyelországi herceghez, hogy Odon fia Ulászló számára kanyarítson ki országrészt hercegségéből. Végül 1216-ban Hosszúlábú Ulászló teljesítette ezt a kérést, mivel nem akart fegyveres konfliktusba keveredni, és odaadta Odon fia Ulászlónak a korábban édesapjához tartozó területet. A nagybácsi és unokaöcs közötti egyezményt III. Honoriusz pápa 1217. február 9-én kiadott bullája megerősítette. A herceg hivatalosan kibékült az érsekkel is, aki Hosszúlábú Ulászlótól viszonzásképpen ciszterci kolostor felépítésének jogát kapta meg Łeknoban.

### Az érsek hatalmának hanyatlása. Három herceg szövetsége
Az 1216-ban kötött kompromisszum alig egy évig bizonyult tartósnak. Az ambiciózus érsek büszke megjelenésével elriasztotta politikájától a piast hercegeket. Jelentősége csökkent III. Honorius pápa politikájának fiaskója miatt is.
1217-ben szerződést kötött a mostanáig ellenségeskedő Fehér Leszek és Hosszúlábú Ulászló is, amelynek értelmében, ha bármelyikük fiú utód nélkül hal meg, a másik örökli országrészét. Ezt az egyezményt nyilvánvalóan támogatta Odon fia Ulászló kaliszi herceg is, Hosszúlábú Ulászló legközelebbi rokona.

### Odon fia Ulászló eltávolítása az országból. A hármas szövetség kérdései
Ugyanebben az évben a nagy-lengyelországi herceg kihasználva Szakállas Henrik semlegességét, elhatározta hogy véget vet a konfliktusnak Odon fia Ulászlóval és rajtaütött unokaöccse országrészén, külföldre kényszerítvén őt. 1217 végén vagy 1218 elején Hosszúlábú Ulászló és Szakállas Henrik formálisan is szövetséget kötött (hasonlóan a Fehér Leszekkel kötött szövetséghez) a sądoweli gyűlésen Paweł poznańi és Wawrzyniec lubuszi püspök közvetítésének köszönhetően. A szövetség ismeretlen okokból a nagy-lengyelországi herceg számára is hasznos lehetett, aki nemcsak beleegyezését adta Odon fia Ulászló országrészének elfoglalásához, hanem az alkalmat kihasználva megkapta Lubusz várost is, mely még 1209-ben került Konrád lausitzi őrgrófhoz, majd egy év múlva Szakállas Henrikhez. A sądoweli egyezményt 1218. május 9-én külön pápai bulla erősítette meg, így elbukott Kietlicz érsek politikája.
A szövetség első próbája a nagy vesztes, Henryk Kietlicz halála volt 1219-ben és az, hogy közös akarattal a hercegek Wincenty Niałek kancellárt választották meg, aki a nagy-lengyelországi herceg egyik legbensőbb munkatársa volt.

### A nagy-lengyelországi állam kivonulása az össz-lengyelországi ügyekből
Hosszúlábú Ulászló minden várható haszna ellenére nem vett részt a pogány poroszok elleni össz-lengyelországi akcióban. Ennek oka az volt, hogy újra mozgolódott unokaöccse, aki kihasználva a gdański Pomerániában uralkodó II. Świętopełk vendégszeretetét (formálisan Fehér Leszek helytartója volt) hadjáratot indított nagybátyja ellen. A helyzet rosszabbodott, amikor 1223 októberében Odon fia Ulászló meglepetését kihasználva sikerült elfoglalnia Ujście nad Notecią határmenti várát, majd nem sokkal később Nakło nad Noteciąt. Ennél nagyobb baj volt, hogy a két Ulászló harca oda vezetett, hogy 1225-ben Lubuszt is elfoglalta Ludwig türingiai gróf.
A döntő ütközetre a két herceg között 1227-ben került sor, amikor is Odon fia Ulászlónak nemcsak sikerült megvédeni a Hosszúlábú Ulászló katonái által ostromlott Ujściét, hanem merész támadással megverte a Dobrogost vajda vezette nagy-lengyelországi hadsereget. Ebben a pillanatban úgy látszott, hogy Odon fia Ulászló lett az úr Nagy-Lengyelországban. Ekkor azonban váratlanul bekapcsolódott a játékba a gdański uralkodó, II. Świętopełk, aki megszegte az addigi szövetséget a fiatalabb Ulászlóval és elfoglalta a hozzá tartozó várat Nakłoban. Egyúttal II. Świętopełk hercegnek kiáltotta ki magát és hűséget fogadott Fehér Leszek krakkói hercegnek.

### A gąsawai gyűlés és Fehér Leszek halála
A kialakult helyzet megvitatására Leszek szent Márton napjára a pici Gąsawába összehívta a hercegek és főurak gyűlését. A gyűlésen a kezdeményező Fehér Leszeken kívül részt vettek: öccse, Mazóviai Konrád, Szakállas Henrik sziléziai herceg, Odon fia Ulászló, a teljes lengyel püspöki kar, és több arisztokrata nemzetség képviselője. Ismeretlen okok miatt nem jelent meg Hosszúlábú Ulászló, de feltehető, hogy Wincenty Niałek érsek és Paweł poznańi püspök képviselte. Senki sem látta előre a tragédiát, ami a november 24-i hajnalban következett be, amikor a pihenő hercegekre rátámadtak Świętopełk pomerániai katonái és a szomszédos Marcinkowa faluban meggyilkolták a menekülő Leszeket, valamint súlypsan megsebesítették Szakállas Henriket. A források a gyilkosságot egyértelműen Pomerániai Świętopełk rovására írják. A történészek egy része azonban társtettesnek tartja Odon fia Ulászlót is, akinek a gyűlésen be kellett volna számolnia terveiről. Elgondolkoztató volna ez esetben az 1227-ben hirtelen kitört ellenségeskedés a pomerániai herceg és Odon fia Ulászló között amiatt, hogy Świętopełk a nakłoi várat elfoglalta.

### III. Ulászló ismét krakkói fejedelem
A gąsawai tragédia lehetővé tette Hosszúlábú Ulászló számára, hogy offenzivába menjen. A következő év elején egy ismeretlen helyen lefolytatott csatában megverte unokaöccsét és fogságba is ejtette. Ezután Kis-Lengyelországba vonult, mivel az 1217-es megállapodás szerint a krakkói trón őt illette meg, ha Fehér Leszek előbb hal meg. Igazából a krakkói herceg a várost egyéves fiára, Ulászlóra hagyta, de tudva lévő volt, hogy amíg eléri a nagykorúságot, a trónt valaki más fogja elfoglalni.
Hosszúlábú Ulászlóval egyidőben Kis-Lengyelország iránt öccse, Mazóviai Konrád is bejelentette igényét. Formális uralkodó választásra Wiślicán 1228. május 5-én került sor, ahol az Iwo Odrowąż krakkói püspök, Marek Gryfit krakkói vajda és Pakosław Stary Awdańc sandomierzi vajda köré csoportosuló főurak többsége Ulászló mellé állt, és elvetették Konrád javaslatát.

### A cieniai gyűlés. Ulászló az első választott uralkodó
Nem volt ez azonban feltétel nélküli választás, mivel Ulászlónak ezután a cieniai gyűlés alatt két oklevelet kellett kiadnia. Az elsőben biztosította az egyház jogainak csorbítatlanságát, és részben ki is szélesítette azokat. A másodikban adoptálta Leszek fiát Fehér Boleszlávot, aki felett formális gyámságot gyakorolt, megnevezve őt ez alkalommal összes birtokának várományosaként. Egyúttal kötelezte magát, hogy semmilyen új törvényt nem hoz a kis-lengyelországi világi és egyházi hatalmasok jóváhagyása nélkül. Ilyen módon a lengyel uralkodó hatalma első ízben került bizonyos fokig a társadalom korlátozása alá. Hosszúlábú Ulászló közvetlen kormányzása alá csak a Krakkó körüli területek kerültek, Sandomierz felett a kormányzást helytartóság vette át, melyet ténylegesen Bolesláv anyja, Grzymisława irányított, noha formálisan ennek a hercegségnek a feje is Ulászló lett.

### Kis-Lengyelország átadásaSzakállas Henriknek, mint helytartónak
Sajnos Ulászló geopolitikai helyzete hamarosan jelentősen rosszabbra fordult. Odon fia Ulászló a fogságból kiszabadult és nagybátyjával újra felvette a harcot, ami azt eredményezte, hogy a nagy-lengyelországi herceg nem tudott felkészülni Mazóviai Konrád várható támadására Kis-Lengyelország ellen. Emiatt is határozta el a krakkói urak jóváhagyása mellett, hogy a krakkói trónt átadja Szakállas Henriknek. Ez azonban nem lett volna szuverén uralkodás, Henrik csak helytartóként kapta volna meg a hatalmat Krakkóban. Ulászló részéről az engedmény biztosan annak ígérete volt, hogy halála után mindent a sziléziai herceg fog örökölni, ami végül is a cieniai megállapodás felrugása volt, hiszen ott örökösként Fehér Leszek fia, V. Boleszláv volt megjelölve.

### Háború két fronton: Mazóviai Konráddal és Odon fia Ulászlóval
Konrád 1228 nyarán támadta meg Kis-Lengyelországot. A hadjárat azonban nem járt sikerrel, mivel a mazóviai herceget meglepte Jámbor Henrik és vereséget szenvedett Skałánál. Konrád azonban nem mondott le tervéről, és a következő évben új hadműveletekbe kezdett. Ezúttal nagyobb sikerrel járt, különösen, hogy a spytkowicei gyűlésen sikerült alattomosan Płockba csábítani Szakállas Henriket, ami annyira megbénította Fehér Leszek öccsének ellenségeit, hogy Konrádnak sikerült elfoglalnia Kis-Lengyelország nagyobb részét. Nem volt érdektelen az sem, hogy a mazóviai herceg pártjára állt a sandomierzi vajda, Pakosław Awdańc és a wiślicei ispán Mściwoj Lis. Röviddel ezután Konrád összemérte erejét Odon fia Ulászlóval és orosz segítségre támaszkodva megkísérelte elfoglalni a Hosszúlábú Ulászló birtokában lévő Kaliszt. A nagy-lengyelországi herceg, aki északon Odon fia Ulászlóval folytatott harcokkal volt elfoglalva, nem tudott a városnak segítséget nyújtani, szerencsére az erős falak kitartottak és Mazóviai Konrád kénytelen volt visszavonulni.

### Ulászló veresége Nagy-Lengyelországban. Menekülés Sziléziába
Ezúttal a nagy-lengyelországi harcok Hosszúlábú Ulászló számára nagyon rossz fordulatot vettek. Közelebbről nem ismert körülmények között Odon fia Ulászló legyőzte és menekülni kényszerült Sziléziába. A herceg védelmet talált I. Opolei Kázmér udvarában Racibórzban. Sziléziai Henrikek udvarába valószínűleg csak az opole-racibórzi uralkodó halála után ment.
1231 tavaszán Szakállas Henrik még egyszer és utoljára hadjáratot indított Hosszúlábú Ulászló érdekében Odon fia Ulászló ellen. A sziléziaiak és Ulászló a kezdeti sikerek és a poznańi püspök és a nagy-lengyelországi Nałęcz, Łabędż és Niałk nemzetség támogatása ellenére kudarccal végződött az elfoglalni nem sikerült Gniezno falai alatt.

### Rejtélyes halála és utódlása
Ez volt Öreg Mieszko fia utolsó politikai tevékenysége. Érdekes, bár mások által meg nem erősített forrás szerint Hosszúlábú Ulászló botrányos körülmények között fejezte be életét. Egy francia ciszterci szerzetes szerint a közel hetvenéves uralkodót Środa Śląskában egy német leány ölte meg, akit meg akart erőszakolni. Jan Długosz krónikás méltatlan uralkodóról beszél, akit kicsapongó életvitele miatt alattvalói megvetettek. Ulászló 1231. november 3-án halt meg. Nem tudni hová temették. Ulászló teljes örökségét Szakállas Henrikre hagyta, ami később lehetővé tette, hogy a sziléziai herceg elfoglalja Kis-Lengyelországot és Nagy-Lengyelország felét.